# Damdubbel i badminton vid olympiska sommarspelen 1992
Damdubbeln i badminton vid olympiska sommarspelen 1992 i Barcelona vanns av ett par från Sydkorea. 

## Medaljtabell
| Klass         | Guld                                    | Silver                        | Brons                               |
| Dubbel, damer | Sydkorea Hwang Hye-young Chung So-young | Kina Guan Weizhen Nong Qunhua | Sydkorea Gil Young-ah Shim Eun-jung |
| Dubbel, damer | Sydkorea Hwang Hye-young Chung So-young | Kina Guan Weizhen Nong Qunhua | Kina Lin Yan Fen Yao Fen            |

## Omgång 1
| Första rundan                                  | Första rundan        | Första rundan                                |
| Vinnare                                        | Poäng                | Förlorare                                    |
| ---------------------------------------------- | -------------------- | -------------------------------------------- |
| Hwang Hye-young & Chung So-young (KOR)         | ()                   | Bye                                          |
| Harumi Kohara & Hisuko Mizui (JPN)             | (15-6, 15-12)        | Linda French & Joy Kitzmiller (USA)          |
| Julie Bradbury & Gillian Clark (GBR)           | (15-10, 4-15, 17-15) | Erma Sulistianingsih & Rosiana Tendean (INA) |
| Katrin Schmidt & Kerstin Ubben (GER)           | (15-7, 15-9)         | Andrea Dako & Csilla Forian (HUN)            |
| Lin Yan Fen & Yao Fen (CHN)                    | ()                   | Bye                                          |
| Kimiko Jinnai & Hisako Mori (JPN)              | (14-18, 18-14, 10-2) | Pernille Dupont & Grete Mogensen (DEN)       |
| Bożena Bąk & Wioletta Wilk (POL)               | (17-16, 15-8)        | Emilia Dimitrova & Nely Nedjalkova (BUL)     |
| Anna Lao & Rhonda Cator (AUS)                  | (15-3, 15-6)         | Silvia Albrech & Bettina Villars (SUI)       |
| Tomomi Matsuo & Kyoko Sasage (JPN)             | (15-1, 15-2)         | Diana Filipova & Diana Koleva (BUL)          |
| Finarsih & Lili Tampi (INA)                    | (15-1, 15-9)         | Bożena Haracz & Beata Syta (POL)             |
| Mulasar & Sansani] (THA)                       | (18-15, 15-5)        | Martine de Souza & Vandanah Seesurun (MRI)   |
| Gil Young-ah & Shim Eun-jung (KOR)             | (15-4, 15-2)         | Tammy Jenkins & Rhona Robertson (NZL)        |
| Catrine Bengtsson & Maria Bengtsson (SWE)      | (15-10, 7-15, 15-8)  | Eline Coene & Erica van den Heuvel (NED)     |
| Gillian Gowers & Sarah Sanky (GBR)             | (15-10, 9-15, 15-12) | Virginie Delvingt & Christelle Mol (FRA)     |
| Lisbet Stuer-Lauridsen & Marlene Thomsen (DEN) | (15-7, 15-7)         | Denyse Julien & Doris Piche (CAN)            |
| Guan Weizhen & Nong Qunhua (CHN)               | ()                   | Bye                                          |

## Åttondelsfinaler
| Åttondelsfinaler                          | Åttondelsfinaler | Åttondelsfinaler                               |
| Vinnare                                   | Poäng            | Förlorare                                      |
| ----------------------------------------- | ---------------- | ---------------------------------------------- |
| Hwang Hye Young & Chung So-Young (KOR)    | (15-11, 15-2)    | Harumi Kohara & Hisuko Mizui (JPN)             |
| Julie Bradbury & Gillian Clark (GBR)      | (18-14, 15-5)    | Katrin Schmidt & Kerstin Ubben (GER)           |
| Lin Yan Fen & Yao Fen (CHN)               | (15-7, 15-6)     | Kimiko Jinnai & Hisako Mori (JPN)              |
| Anna Lao & Rhonda Cator (AUS)             | (15-3, 15-12)    | Bożena Bąk & Wioletta Wilk (POL)               |
| Finarsih & Lili Tampi (INA)               | (15-11, 15-8)    | Tomomi Matsuo & Kyoko Sasage (JPN)             |
| Gil Young Ah & Shim Eun-jung (KOR)        | (15-8, 15-6)     | Mulasar & Sansani (THA)                        |
| Catrine Bengtsson & Maria Bengtsson (SWE) | (15-8, 15-8)     | Gillian Gowers & Sarah Sanky (GBR)             |
| Guan Weizhen & Nong Qunhua (CHN)          | (15-3, 15-12)    | Lisbet Stuer-Lauridsen & Marlene Thomsen (DEN) |

## Kvartsfinaler
| Kvartsfinaler                          | Kvartsfinaler | Kvartsfinaler                             |
| Vinnare                                | Poäng         | Förlorare                                 |
| -------------------------------------- | ------------- | ----------------------------------------- |
| Hwang Hye Young & Chung So-Young (KOR) | (15-5, 15-5)  | Julie Bradbury & Gillian Clark (GBR)      |
| Lin Yan Fen & Yao Fen (CHN)            | (18-13, 15-5) | Anna Lao & Rhonda Cator (AUS)             |
| Gil Young Ah & Shim Eun-jung (KOR)     | (15-8, 15-3)  | Finarsih & Lili Tampi (INA)               |
| Guan Weizhen & Nong Qunhua (CHN)       | (15-4, 15-9)  | Catrine Bengtsson & Maria Bengtsson (SWE) |

## Semifinaler
| Semifinaler                            | Semifinaler         | Semifinaler                        |
| Vinnare                                | Poäng               | Förlorare                          |
| -------------------------------------- | ------------------- | ---------------------------------- |
| Hwang Hye Young & Chung So-Young (KOR) | (15-9, 15-8)        | Lin Yan Fen & Yao Fen (CHN)        |
| Guan Weizhen & Nong Qunhua (CHN)       | (15-12, 2-15, 15-8) | Gil Young Ah & Shim Eun-jung (KOR) |

## Final
| Final                                  | Final                 | Final                            |
| Vinnare                                | Poäng                 | Förlorare                        |
| -------------------------------------- | --------------------- | -------------------------------- |
| Hwang Hye Young & Chung So-Young (KOR) | (18-16, 12-15, 15-13) | Guan Weizhen & Nong Qunhua (CHN) |